# 바이올린 소나타 2번 (베토벤)
《바이올린 소나타 2번 가장조, 작품 번호 12-2》는 루트비히 판 베토벤의 세 개의 바이올린 소나타, 작품 번호 12 세트 중 두 번째 작품이다.

## 작곡
베토벤 초고 연구 분야의 선구자인 구스타프 노테봄은 세 개의 작품으로 구성된 작품 번호 12 세트의 두 번째 소나타가 1795년에 작곡이 시작되었다고 제안했지만, 최근 연구에 따르면 세 개의 소나타, 모두 1797년에서 1798년 사이에 작곡된 것으로 밝혀졌다.

## 출판 및 헌정
바이올린 소나타 2번이 포함된 소나타 세트는 1799년 Tre Sonate by il Clavicembalo o Forte-Piano con un Violino ("바이올린과 함께 하프시코드 또는 포르테 피아노에 의해 연주되는 세 개의 소나타")라는 제목으로 빈의 아르타리아 사를 통해 출판되었다. 베토벤은 압도적으로 온화한 성질의 아름다움을 지니고 있는 이 소나타 세트를 그의 스승 안토니오 살리에리에게 헌정했다. 아마도 그의 스승이 그의 경력을 더 증진시킬 수 있기를 바라는 마음이 곁들여 졌을 것이라고 여겨진다. (베토벤은 살리에리가 모차르트를 독살했다는 추측에 관한 이야기를 들었을 때 분개하며 그 개념을 무시했었다.)

## 음악
세 개의 소나타, 작품 번호 12 세트 중 두 번째 작품, 즉, 2번 가장조는 가장 먼저 작곡된 것으로 추정되며, 구성은 단순하고 기교적인 면은 조금 덜 부각된다. 1번 라장조와 3번 내림마장조가 예리하고 역동적이며 본으로부터 온 선동가의 대담한 정신을 반영하고 있다면, 2번 가장조는 유동적이고 익살스러운 매력으로 가득찬 기분좋은 정신을 반영하고 있다.

## 악장 구성
이 소나타는 세 개의 악장으로 구성되며 전체 연주 시간은 약 15분 정도가 소요된다.

### 1악장. 알레그로 비바체 (가장조)
6/8 박자, 소나타 형식, 연주 시간은 4분 30초 정도이다.
그 시기의 특징적인 건반 반주와 함께 작은 왈츠와 유사한, 빠르고 기계적인 부분으로 열린다. 여기에서는 바이올린이 반주를 제공한다는 점을 제외하고 피아노는 매우 "바이올린적인" 언어로 간단한 멜로디를 만든다. 가장 기억에 남는 부분은 로시니의 Largo al factotum ("나는 이 거리의 만물박사")에서 파생된 2차 주제에 나타난다. 그 다음에는 한 곳에서 다른 곳으로 가는 부분이 나온다. 전개부 섹션은 다장조로, 얼마간 다소 놀라운 변조를 나타낸다. 코다는 주요 주제에 대한 장전타음과 함께 전개부의 일부로 간주될 만큼 충분히 길다.

### 2악장. 안단테, 피우 토스토 알레그레토 (가단조)
2/4 박자, 세도막 형식, 제3변주는 가단조, 연주 시간은 5분 40초 정도이다.
진지하고 우울한 분위기를 특징으로 하는 이 악장은, A – B – A' – 코다 체계에 따라 구성된다. 소나타의 이전 과정과 달리 이 악장의 피아노와 소나타 부분은 밀접하게 얽혀 있다. A 파트는 B 파트 다음에 반복될 때 새로운 음색을 동반한다. 악장 후반부에서는 분위기가 어두워지지만 주제나 질감이 더 복잡해 지지는 않는다.

### 3악장. 알레그로 피아체볼레 (가장조)
3/4 박자, 론도, 연주 시간은 4분 30초 정도이다.
경쾌한 멜로디에 약간의 점프와 긴 간격 및 장난기 있는 비틀림이 있는, 반복되는 주제의 편안한 론도이다. 기본적으로 같은 캐릭터의 에피소드가 이 주제로 산재해 있다. 약간의 농담이 깃들인 채로 끝나고 있는데, 피아노가 연주를 끝낸다 싶으면, 그는 마치 마지막 단어를 말하는 것처럼 추가 음표를 추가한다.

## 같이 보기
- 베토벤의 바이올린 소나타
- 바이올린 소나타 1-3번, 작품 번호 12 (베토벤)
- 바이올린 소나타 1번 (베토벤)
- 바이올린 소나타 3번 (베토벤)

## 참고 문헌
- CD 박스 세트 베토벤, 슈만, 브람스-바이올린 소나타와 함께 제공되는 소책자. 도이치 그라모폰 프로덕션 (유니버설), 2003.
- Harenberg 문화 가이드 실내악. Brockhaus, Mannheim 2008, ISBN 978-3-411-07093-0
- Jürgen Heidrich : 바이올린 소나타에서 : 베토벤 설명서. Bärenreiter, Kassel 2009, ISBN 978-3476021533. 466-475 쪽.
- “바이올린과 피아노를 위한 소나타 2번 설명”. 《Allmusic》 (영어). 2020년 12월 27일에 확인함.